# Bethesda Game Studios
Bethesda Game Studios is een Amerikaans ontwikkelingsteam bij Bethesda Softworks, opgericht in 2001. Voorheen was Bethesda Game Studios een synoniem van Bethesda Softworks, maar de naam en het logo van de studio werden bekendgemaakt met de uitgave van het spel Elder Scrolls III: Morrowind in 2002. De studio staat momenteel onder leiding van producent Todd Howard. Bethesda Game Studios, Bethesda Softworks en ZeniMax Media werken allemaal in hetzelfde gebouw.

## Ontwikkelde spellen
| Release | Titel                               | Platforms                                             | Uitgever                              |
| ------- | ----------------------------------- | ----------------------------------------------------- | ------------------------------------- |
| 2002    | The Elder Scrolls III: Morrowind    | Windows, Xbox                                         | Bethesda Softworks                    |
| 2004    | IHRA Professional Drag Racing 2005  | PlayStation 2, Xbox                                   | Bethesda Softworks                    |
| 2006    | IHRA Drag Racing: Sportsman Edition | PlayStation 2, Windows, Xbox                          | Bethesda Softworks                    |
| 2006    | The Elder Scrolls IV: Oblivion      | PlayStation 3, Windows, Xbox 360                      | 2K Games, Bethesda Softworks, Ubisoft |
| 2008    | Fallout 3                           | Windows, PlayStation 3, Xbox 360                      | Bethesda Softworks                    |
| 2011    | The Elder Scrolls V: Skyrim         | PlayStation 3, Windows, Xbox 360                      | Bethesda Softworks                    |
| 2015    | Fallout Shelter                     | Android, iOS                                          | Bethesda Softworks                    |
| 2015    | Fallout 4                           | PlayStation 4, Windows, Xbox One                      | Bethesda Softworks                    |
| 2018    | The Elder Scrolls Blades            | Android, iOS, macOS, PlayStation 4, Windows, Xbox One | Bethesda Softworks                    |
| 2018    | Fallout 76                          | PlayStation 4, Windows, Xbox One                      | Bethesda Softworks                    |
| 2023    | Starfield                           | Xbox, PC                                              | Bethesda Softworks                    |
| N.n.b.  | The Elder Scrolls VI                | N.n.b.                                                | Bethesda Softworks                    |